# Daniella van Graas
Daniella van Graas (Tuitjenhorn, 4 augustus 1975) is een Nederlands fotomodel en actrice.

## Biografie
Van Graas groeide op in Tuitjenhorn en ging naar de middelbare school in Alkmaar. Daar werd ze ontdekt als model. Na het behalen van het vwo-diploma ging ze in Parijs werken. In Parijs had ze moeite om aan werk te komen en ging al snel naar New York waar ze een succesvol model is. Van Graas speelde ook enkele rollen in films. Ook was ze te zien in de televisievormgeving van Nederland 1 tussen september 1996 en september 2000. Ze is gehuwd en heeft drie kinderen.